# Лопатин, Георгий Иванович
Георгий Иванович Лопатин — советский государственный и политический деятель.

## Биография
Родился в 1911 году в Пермской губернии. Член ВКП(б) с 1932 года.
С 1930 года — на общественной и политической работе. В 1930—1951 гг. — председатель фабрично-заводского комитета завода имени Красных партизан, секретарь комсомольского актива завода имени Красных партизан, фабрики «Пермодежда», на Константиновском химическом заводе, комендант фабрики «Гознак», инструктор Свердловского областного комитета ВКП(б), 1-й секретарь Кишертского районного комитета ВКП(б), 1-й секретарь Коми-Пермяцкого окружного комитета ВКП(б), 2-й секретарь Марийского областного комитета ВКП(б).
Избирался депутатом Верховного совета РСФСР 2-го созыва.